# Axel (chanteur)
Pour les articles homonymes, voir Axel.
Axel, de son vrai nom Axel Patricio Fernando Witteveen (né le 1er janvier 1977), est un musicien argentin de pop latino.

## Biographie

### Premiers albums (1999–2002)
En 1999, il sort son premier album sous le nom de La clave para conquistarte. En tant que compositeur, Axel commence à voyager à l'intérieur de l'Argentine, parcourant de nombreux endroits accompagné de son piano. Sa source d'inspiration était ses propres expériences, principalement celles liées à l'amour. Les titres phares de cet album sont La clave para conquistarte, Mamma mía, Te equivocas et Amada mía.
En 2001, il retourne dans les studios d'enregistrement avec l'album Mi forma de amar, dont les chansons sont Agua salada et Mi fuerza eres tú.

### AmoetHoy(2003–2007)

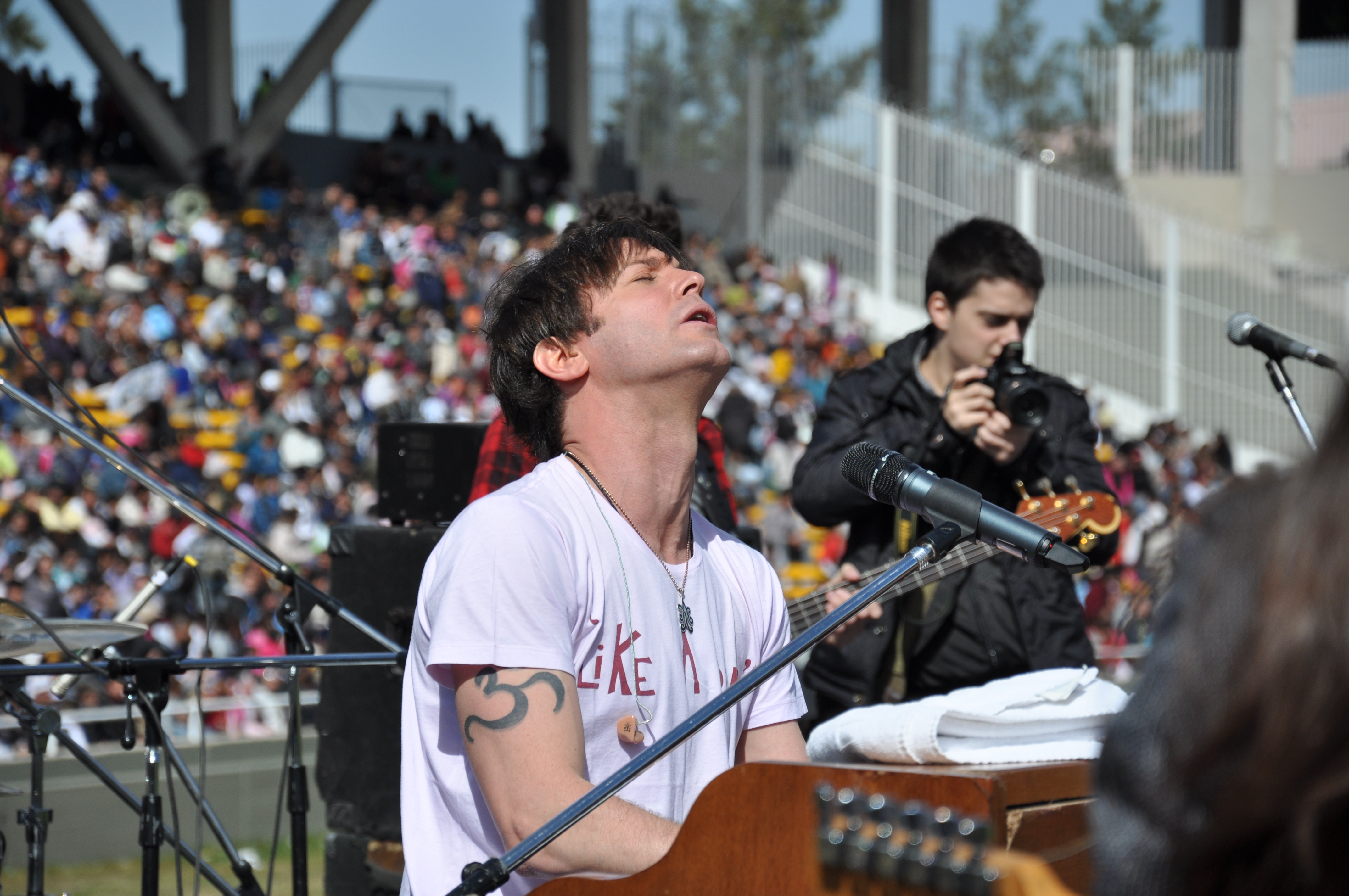
Axel lors d'un concert.

En 2004, il sort un nouvel album sous le nom de Amo, qui comprend la chanson du même nom qui atteint le sommet des charts dans les stations de radio argentines et latino-américaines, ce qui lui permet d'élargir son public. Un an plus tard, il sort De punta a punta : Lo mejor de Axel, un CD qui comprend les meilleures chansons de sa carrière.
Le 22 novembre 2005, il sort un nouveau disque sous le nom de Hoy. Les treize chansons qui composent l'album sont de son cru et abordent les thèmes de l'amour, du chagrin d'amour et des histoires personnelles très intimes, notamment Tu amor por siempre, ¿Qué estás buscando?, Si va a ser... será et Miradas. Cet album est présenté lors de plus de 200 concerts et, en raison de son succès, le label discographique le réédite dans une édition spéciale au format CD-DVD. Cette production contient l'album dans son intégralité, ainsi que des morceaux live supplémentaires extraits de ses concerts au Teatro Gran Rex et un DVD avec ses clips, des vidéos live et une émission spéciale sur la façon dont Hoy est enregistré. La même année, Axel compose et interprète la chanson Se dice amor pour la telenovela homonyme,.
En février 2007, il participe en tant que membre du jury international au festival international de la chanson de Viña del Mar. Parallèlement, il commence à travailler avec des fondations sociales telles que la Fondation PUPI, Sur Solidario et la Fondation Cecilia Baccigalupo, entre autres, en apportant sa collaboration et en essayant de sensibiliser le public à l'importance de la solidarité.

### UniversoetTodo mi universo(2008–2010)
Le 13 mai 2008, il sort l'album Universo, qui contient 13 de ses propres chansons. Le CD est produit par Axel lui-même avec Juan Blas Caballero, enregistré et mixé aux Panda Studios en Argentine et masterisé par Tom Baker (Juanes, Bajofondo, Fergie, etc.) aux Precisión Mastering Studios à Los Angeles. Le 31 mars, sa nouvelle chanson Celebra la Vida, premier single de son nouvel album, sort et est présentée au Teatro Gran Rex où plus de 10 000 personnes assistent au lancement officiel de la tournée Universo Tour en quatre soirées. Ensuite, le lundi 21 juillet, elle lance le clip vidéo de son deuxième single, Verte Reír, en Argentine. La vidéo est réalisée par Claudio Divella. La chanson Celebra la vida se hisse au sommet des palmarès des radios hispanophones. En raison de son message pro-vie, elle est utilisée par plusieurs fondations sur tout le continent. Au milieu de l'année 2009, un CD en édition spéciale intitulé Todo mi universo sort, et comprend le titre ¿Cómo decirte que te quiero?, une chanson utilisée dans le roman Herencia de amor, une reprise de Celebra la vida interprétée en duo avec David Bustamante et Makano, ainsi que deux autres chansons.
Après avoir parcouru tout le continent et attiré plus de 800 000 spectateurs, la consécration vient en Argentine. Axel clôture son Universo Tour le 21 novembre 2009 par un concert à guichets fermés au stade Ferro de Buenos Aires. Grâce à cet album, Axel reçoit d'importantes récompenses telles que le prix Gardel, le MTV LA Award en tant que « meilleur artiste du Sud », le 40 Principales Award (Espagne) et le prix Más que una canción (Espagne, pour Celebra la vida).
Le 4 juin 2010, il publie son premier DVD intitulé Amor por siempre, qui contient des images des concerts donnés le 25 janvier 2009 au Paseo Hermitage de Mar del Plata, auxquels assistent plus de 150 000 spectateurs.

### Un nuevo sol(2011-2013)

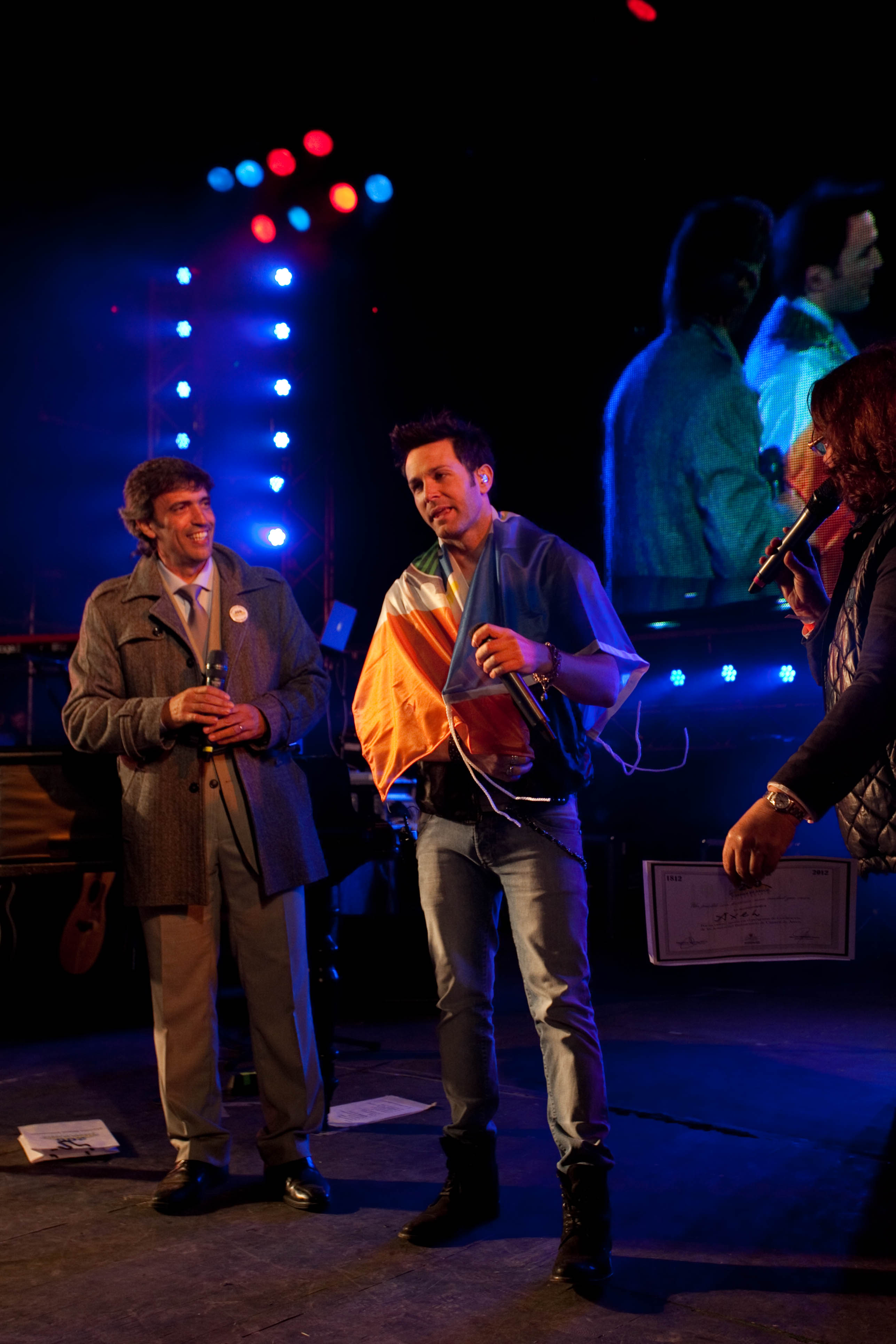
Axel à la célébration du bicentenaire de Carmen de Areco avec le drapeau de la ville.

Le 6 juin 2011, il sort le single Te voy a amar, qui se hisse rapidement au sommet des ondes radiophoniques dans toute l'Amérique latine, premier aperçu de l'album Un nuevo sol, qui sort le 8 août 2011 et devient disque d'or et de platine en Argentine le jour même de sa sortie. Le 24 octobre 2011, il sort son deuxième single Todo Vuelve. Axel fait ses adieux à Buenos Aires avec 4 concerts au Luna Park, près de 30 000 spectateurs et à guichets fermés. Le 25 janvier 2012, il a donné un concert devant 150 000 spectateurs au Paseo Hermitage de Mar del Plata, comme il l'avait fait il y a trois ans. Le 22 mars 2012, il se produit au Lunario del Auditorio Nacional de Mexico, où il avait déjà fait salle comble, et invite Merche et Noel Schajris sur scène. Le 4 juillet de la même année, il sort le troisième single intitulé Todo mi mundo. Le clip est réalisé par Claudio Divella et se déroule dans les années 1960.
En 2012, il est juge dans la série musicale La voz Argentina, diffusée par Telefe. La deuxième étape de 2012 le trouve en tournée avec Un Nuevo Sol Tour avec lequel il parcourt toute l'Amérique latine, terminant l'année avec des représentations en Argentine où, le 8 décembre, il donne un concert à guichets fermés au stade Velez avec des invités spéciaux tels que Mateo Iturbide (un membre de son équipe dans La Voz Argentina qui atteint la finale de l'émission et arrive à la 4e place) et David Bisbal, parmi d'autres.
Le 18 mars 2013, il est convoqué par les collaborateurs du pape François pour participer à un acte aux portes de la cathédrale lors de la veillée organisée sur la Plaza de Mayo en attendant la messe d'inauguration du pontificat du pape argentin qui s'est tenue dans la Cité du Vatican,. Axel ajoute : « C'est un honneur pour moi de faire partie de cet événement historique, j'espère unir dans ma voix, la voix de tous ceux qui veulent célébrer la vie chaque jour » et indique également « étant un dévot de toute une vie de Saint François d'Assise, pour moi c'est un honneur, je suis très excité par cette invitation, être présent me remplit de joie et je suis excité que ma musique accompagne le message du Pape François dans cette nouvelle étape ».

### Tus ojos, mis ojos(2014–2016)
Le mardi 13 mai 2014, il sort son album Tus ojos, mis ojos, qui devient disque de platine en Argentine. Le premier single est Afinidad, avec lequel elle remporte le prix Quiero de la « meilleure vidéo pop » et le prix Gardel de la vidéo de l'année. Il sort ensuite Quedate comme deuxième single et Somos uno avec l'Argentin Abel Pintos en 2014. L'année suivante, il sort le dernier single Y que avec la Malaguène Vanesa Martín, cette dernière chanson se classe dans le top 20 de Monitor Latino,. Il se lance ensuite dans la tournée Mis ojos tus ojos.
En 2014, il est choisi avec le groupe Kaay pour être l'un des interprètes de la chanson thème de la telenovela Mi corazón es tuyo. En 2015, il est juge de l'émission de téléréalité musicale Elegidos (La música en tus manos) de Telefe, aux côtés de Soledad Pastorutti, du duo Miranda! et de Puma Rodríguez. La même année, elle participe au single No te quiero nada du duo américain Ha*Ash, extrait de leur album Primera fila : Hecho realidad et collabore avec la Malaguène Vanesa Martín sur la chanson Casi te rozo pour son album Crónica de un baile.

### Ser(depuis 2017)
En 2017, il sort le premier single de son nouvel album Que nos animemos avec la chanteuse Becky G. Son deuxième single, Aire, est diffusé en avant-première dans le feuilleton Las Estrellas sur El Trece. Le 25 août de la même année, son huitième album Ser sort et devient disque d'or. Il remprote également les Gardel Awards dans la catégorie « chanson de l'année » avec Aire et est nommé pour la première fois aux Latin Grammy Awards avec Ser dans la catégorie « meilleur album vocal pop contemporain ».
En 2018, il est juge dans l'émission de téléréalité musicale de Telefe, La Voz Argentina, aux côtés de Soledad Pastorutti, Tini et Ricardo Montaner. En outre, sa chanson Soñemos juntos est la chanson officielle de l'équipe nationale de football d'Argentine pour la Coupe du monde 2018 en Russie. Il est nommé « ambassadeur en Amérique latine de National Geographic Partners », étant le premier ambassadeur en Amérique latine pour son engagement en faveur de la protection et du respect de l'environnement. Il mène actuellement une campagne avec National Geographic intitulée ¿Planeta o Plástico?. En octobre, il sort un nouveau single avec Soledad Pastorutti intitulé No es no, dans le cadre d'une campagne contre la violence sexiste avec l'UNICEF.
En 2019, il revient chanter pour le pape François pour la quatrième fois lors des Journées mondiales de la jeunesse 2019 avec sa chanson Celebra la vida devant 25 000 jeunes, étant chargé du principal acte musical pendant la veillée.

## Discographie

### Albums studio
- 1999 : La clave para conquistarte
- 2001 : Mi forma de amar
- 2004 : Amo
- 2005 : Hoy
- 2008 : Universo
- 2011 : Un nuevo sol
- 2014 : Tus ojos, mis ojos
- 2017 : Ser